# Cantón Montúfar
Montúfar es un cantón en el norte de Ecuador en la provincia de Carchi, su capital es la ciudad de San Gabriel.

## División Política

### Parroquia urbana
- San Gabriel

### Parroquias rurales
- Chitán de Navarrete
- Cristóbal Colón
- Fernández Salvador
- La Paz
- Piartal

## Toponimia
Se le conocía como TUSA, pero se cambia a San Gabriel en honor al arcángel San Gabriel Guardián y protector de la ciudad de ahí toma el nombre la capital de Montúfar en el año 1883.
Y el cantón toma el nombre de Montúfar en honor al Coronel Carlos Montúfar el 27 de septiembre de 1905.
Es una de las más bellas representaciones del patrimonio nacional.